# Salvelinus vasiljevae
Salvelinus vasiljevae is een straalvinnige vissensoort uit de familie van de zalmen (Salmonidae). De wetenschappelijke naam van de soort is voor het eerst geldig gepubliceerd in 2005 door Safronov & Zvezdov.